# 국제 표준 대기
국제 표준 대기(International Standard Atmosphere, ISA)는 지구 대기의 압력, 온도, 밀도 및 점도가 광범위한 고도나 고도에 따라 어떻게 변하는지를 보여주는 정적 대기 모델이다. 이는 온도와 압력에 대한 공통 기준을 제공하기 위해 확립되었으며 다양한 고도에서의 값 테이블과 해당 값을 도출하는 일부 공식으로 구성된다. 국제표준화기구(ISO)는 ISA를 국제 표준인 ISO 2533:1975로 발행한다. 국제 민간 항공 기구(ICAO) 및 미국 연방정부와 같은 기타 표준 조직에서는 자체 표준 제정 권한에 따라 동일한 대기 모델의 확장 또는 하위 집합을 발행한다.

## 같이 보기
- 공기 밀도